# Sonic Drive
SONIC DRIVE é um single de Hironobu Kageyama, Hideaki Takatori e Toru Sasaki lançado em 28 de maio de 2003 pela Universal J.

## Produção
O single possui duas faixas. A faixa-título foi interpretada por Kageyama e Takatori, e foi usada como abertura do anime Sonic X.Ela foi composta por Cher Watanabe, que já tocou com diversas bandas, como The Jadoz, Dance☆Man e RIDER CHIPS, e já trabalhou na trilha de mais de 60 animes e programas infantis.

## Recepção
O site NetLab, da ITMedia, organizou um ranking das melhores músicas de Kageyama por votação popular, e "SONIC DRIVE" ficou na 21ª colocação.

## Legado
"SONIC DRIVE" foi incluso no álbum de trilha sonora Sonic X: Original Sound Tracks, que também teve uma versão cantada só por Kageyama, e outra cantada só por Takatori.

## Faixas
| N.º            | Título                                                         | Letras         | Música         | Arranjo        | Duração |  |
| 1.             | "SONIC DRIVE" (voz: Hironobu Kageyama e Hideaki Takatori)      | Aida Atsushi   | Cher Watanabe  | C. Watanabe    | 3:47    |  |
| 2.             | "Just call me SONIC Mabushii Kaze ni Nare~" (voz: Toru Sasaki) | Kan Hashimoto  | Ken Tokoi      |                | 4:38    |  |
| 3.             | "SONIC DRIVE (Original Karaoke)"                               | instrumental   | C. Watanabe    | C. Watanabe    | 3:47    |  |
| Duração total: | Duração total:                                                 | Duração total: | Duração total: | Duração total: | 12:12   |  |